# لا كانيثا
بلدية لا كانيثا (بالإسبانية: A Cañiza) هي بلدية تقع في مقاطعة بونتيفيدرا التابعة لمنطقة غاليسيا شمال غرب إسبانيا.

## الديموغرافيا
يبلغ عدد سكان بلدية لا كانيثا 6.461 نسمة عام 2011 (وفقاً للمعهد الوطني للإحصاء الإسباني).
| 7.695 | 7.176 | 6.919 | 6.747 | 6.696 | 6.583 | 6.461 |